# 韋玄貞
韋 玄貞（い げんてい、生没年不詳）は、中国唐および武周期の軍人・政治家。京兆府万年県の出身。子に中宗の皇后である韋皇后、外孫に安楽公主などがいる。
高宗の代の頃より影響力を持ち始め、武一族と結託し武照を立后させる画策にも関与したとされる。その後は李忠を廃し、李弘を皇太子に立てるクーデターにも関わり、武后派の強い信頼を得た。更に一転して李弘の没後、李賢も相次いで廃されると、李顕（中宗）を即位させる動きにいち早く賛同した。また娘を皇后として送り、韋一族の領袖として勢力を拡大、中宗に重用されて武一族と並び立つ形で朝政に深く関与した。一方で、武后派の重鎮として宰相となっていた裴炎と長年の政敵関係となり、衝突を繰り返す。
嗣聖元年（684年）2月、中宗は玄貞を侍中に任じ、親政を謀ろうとして武后の逆鱗に触れる。玄貞もまた裴炎一派を除こうとしたため政争が勃発した。その結果、中宗派は敗北し、わずか54日間で中宗は廃されることとなる。
玄貞は程なくして没しているが、房州に流された後も失意にあった中宗に対し、娘と共に幾度も諌言を促したとされ、これを恩義と感じた中宗は後年に復位した後、韋一派に制約を設けず専横を許す結果となる。これが外戚を重用した宮廷専断の悪政へとつながる遠因となり、廷臣たちの反発を招いた。
神龍元年（705年）、韋后により上洛王と諡される。